# Ruta del Sol (Colombia)
La Ruta del Sol es un importante corredor de la Red Nacional de Vías de Colombia, que conecta a la capital del país (Bogotá) con el Caribe Colombiano, que cubre el trayecto entre la intersección Cune (en Villeta, Cundinamarca) y termina en las siguientes intersecciones: Ye de Ciénaga (en Ciénaga, Magdalena), con la Troncal del Caribe, a pocos minutos de Santa Marta, y otro con la Troncal de Occidente en el sector Gambotico de El Carmen de Bolívar.
Es uno de los corredores viales más importantes del país, ya que permite la comunicación terrestre entre Bogotá y otras ciudades del interior del país y las ciudades portuarias del Caribe Colombiano como Santa Marta, Barranquilla, Cartagena y Riohacha.

## Toponimia
La Ruta del Sol comprende parte de la Troncal de Magdalena (Ruta Nacional 45), pero en el municipio de Puerto Salgar se desvía hacia la Cordillera Oriental.

## Sectores y tramos
La troncal se dividió en tres sectores para su construcción y operación:
- Ruta del Sol - Sector 1: Villeta – Guaduas – Korán. Longitud: 78.3 km. Forma parte de la Ruta Nacional 50.
- Ruta del Sol - Sector 2: Korán – San Roque. Longitud: 510 km. Forma parte de la Ruta Nacional 45 o Troncal del Magdalena.
- Ruta del Sol - Sector 3: Dividido en dos vías:

1. San Roque – Ye de Ciénaga. Longitud: 223 km. Forma parte de la Ruta Nacional 45 o Troncal del Magdalena.
2. Conexión El Carmen de Bolívar – Valledupar (corredor Transversal de los Contenedores). Longitud: 242 km. Forma parte de la Ruta Nacional 80.

La troncal está dividida en varios tramos para ubicar las poblaciones, interconexiones y puntos de obra:
| Tramo | Inicio       | Final         | Recorrido |
| ----- | ------------ | ------------- | --------- |
| 11    | Río Ermitaño | La Lizama     | 149 km    |
| 13*   | La Lizama    | San Alberto   | 91 km     |
| 14    | San Alberto  | La Mata       | 100 km    |
| 15    | La Mata      | San Roque     | 88 km     |
| 16    | San Roque    | Bosconia      | 88 km     |
| 17    | Bosconia     | Río Ariguaní  | 35 km     |
| 18    | Río Ariguaní | Ye de Ciénaga | 100 km    |

 *No existe el Tramo 12, aunque la vía no tiene interrupciones al finalizar el tramo 11.

### Construcción Doble Calzada

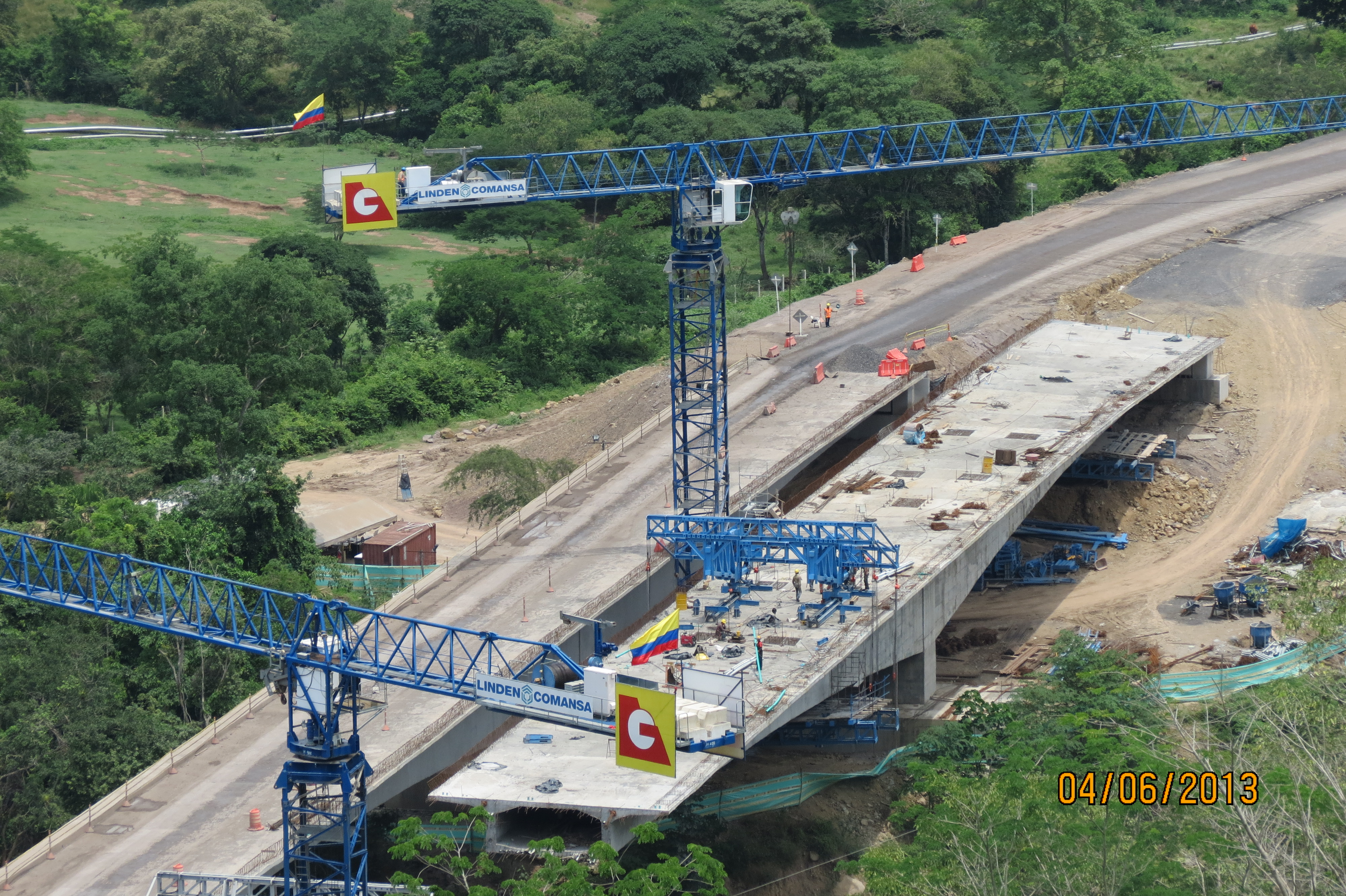
Construcción de puentes.

#### Sector 1
El Sector 1 (Villeta-Guaduas-El Korán de Puerto Salgar) se dividió en 3 tramos. Desde diciembre de 2011 se empezó la construcción de la Doble Calzada Ruta del Sol Sector 1 desde la intersección El Cune en Villeta hasta el sitio conocido como El Korán en el municipio de Puerto Salgar en Cundinamarca. Inicialmente se planteaba construir 3 túneles y 10 viaductos, con lo que se reducirá el trayecto de recorrido entre Bogotá y el río Magdalena en 4 horas.
Se esperaba que para finales de noviembre de 2014 entrara en operación este Sector, sin embargo por dificultades con el diseño inicial para el Tramo 1, solo se entregaron las obras correspondientes a los Tramos 2 y 3 en diciembre de 2014.
En agosto de 2014, la Sociedad Colombiana de Ingenieros (SCI), entregó un informe a la Agencia Nacional de Infraestructura (ANI), en el cual aprobaban cuatro posibles diseños para construir el Tramo 1. Sin embargo, aún en octubre de 2014, la Agencia Nacional de Infraestructura (ANI) no se ha pronunciado sobre cual de las cuatro opciones será la seleccionada para iniciar las obras. Por lo tanto, el Sector 1 tardará por lo menos hasta el año 2017 para entrar en operación por completo.

#### Sector 2
Desde septiembre de 2011, se empezó la construcción de la Doble Calzada Ruta del Sol Sector 2 desde el sitio conocido como El Korán en el municipio de Puerto Salgar en Cundinamarca hasta el corregimiento de San Roque perteneciente al municipio de Curumaní en Cesar. Se plantea su finalización en el año 2016, contará con especificaciones de 100 km/hora, variantes en centros poblados como Aguachica, Pelaya, Pailitas, Curumaní, entre otras poblaciones.

#### Sector 3
Ruta del Sol sector 3 con aproximada 465 km, en los departamentos del Cesar, Magdalena y Bolívar a través de dos corredores viales: el primero va desde la Ye de Ciénaga, en el Magdalena, hasta San Roque, en el Cesar, y el segundo, desde El Carmen de Bolívar hasta Valledupar.

## Recorrido
La Ruta del Sol atraviesa seis departamentos de Colombia.

### Cundinamarca
- Municipios: Villeta, Guaduas, Caparrapí, Puerto Salgar.
- Centros poblados: Dindal, Guaduero, Puerto Libre.

### Boyacá
- Municipios. Puerto Boyacá.
- Centros poblados: Dos y Medio, Puerto Serviez.

### Santander
- Municipios: Bolívar (a 178 km), Puerto Parra (a 20 km), Cimitarra (a 10 km), Barrancabermeja (a 30 km), Sabana de Torres (a 5 km), Puerto Wilches (a 45 km).
- Centros poblados: San Juan, Puerto Araújo, La Rochela, Puerto Nuevo, Campocapote, Campo 23, La Lizama, La Fortuna, El Taladro, 20 de Julio.

### Norte de Santander
•Municipios: La Esperanza
•Centros poblados: San Miguel. 

### Cesar
- Municipios: San Alberto, San Martín, Aguachica, Pelaya, Pailitas, Curumaní, Bosconia, El Copey.
- Centros poblados: Líbano, Minas, Morrison, Aguaclara, La Morena, La Mata, La Floresta, Cuatrovientos, Loma Linda, Loma Colorada, El Burro, Las Vegas, La Raya, San Roque, La Estación, Caracolicito.

### Magdalena
- Municipios:Algarrobo, Fundación, Aracataca, Zona Bananera, Ciénaga, Santa Marta; Ariguaní, Nueva Granada y Plato.
- Centros poblados: Santa Rosa de Lima, La Gran Vía; Pueblo Nuevo, La Gloria, Apure.

### Bolívar
- Municipios: El Carmen de Bolívar y Zambrano
- Centros poblados: Hato Nuevo y Capaca

## Peajes
Un automóvil que haga la Ruta   - Santa Marta - Bogotá encontrará los siguientes peajes (enlace roto disponible en Internet Archive; véase el historial, la primera versión y la última).:
- Peaje El Rosal
- Peaje El Caiquero
- Peaje El Korán
- Tramo 11, km 9: Zambito
- Tramo 11, km 84: Aguas Negras
- Tramo 13, km 28: La Gómez
- Tramo 14, km 26: Mórrison
- Tramo 16, km 39: La Loma
- Tramo 17, km 19: El Copey
- Tramo 18, km 45: Tucurinca

## Interconexión
Esta troncal se conecta con los otros corredores viales importantes del país:

### Con laTroncal de Occidente
- Desde Caño Alegre, la Ruta Nacional 60 (Vía Bogotá-Medellín), pasa por los municipios de Puerto Triunfo, Doradal, San Luis, Cocorná, El Santuario, Marinilla y Guarne antes de llegar a Medellín.
- En La Lizama (Santander) se puede hacer el desvío a la Ruta Nacional 62, que llega a Medellín pasando por Puerto Berrío, Cisneros y Barbosa.
- Desde Bosconia, la Ruta Nacional 80 hasta llegar a El Carmen de Bolívar, pasando por El Difícil, Ariguaní, Plato (Magdalena) y Zambrano (Bolívar).

### Con laTroncal del Caribe
- Estas dos troncales se encuentran el sitio conocido como la Y de Ciénaga, a 6 kilómetros de Ciénaga (Magdalena) y 30 km de Santa Marta.
- Desde el Municipio de Bosconia, la Ruta Nacional 80 permite llegar a Maicao pasando por Valledupar y los municipios del sur de la Guajira: San Juan del Cesar, Hato Nuevo, Distracción, Fonseca, Barrancas y Albania.
- Desde el corregimiento de San Roque, la Ruta Nacional 49 también permite llegar a Valledupar y conectarse con la Ruta 80. Cruza las poblaciones de La Jagua de Ibirico, Becerril, Agustín Codazzi, San Diego y La Paz.

### Con laTroncal Central
- Desde Puerto Boyacá, la Ruta Nacional 60 (Transversal de Boyacá) permite llegar hasta Chiquinquirá.
- Desde Puerto Araújo, la Ruta Nacional 62 (Transversal del Carare) permite llegar a Barbosa. (enlace roto disponible en Internet Archive; véase el historial, la primera versión y la última).
- Desde La Lizama, la Ruta Nacional 66 (Bucaramanga-Barrancabermeja) permite llegar a Floridablanca.
- En el Municipio de San Alberto (Cesar) se conectan estas dos importantes troncales.

### Con laTroncal Central del Norte
- Desde Aguachica, la Ruta Nacional 70 permite llegar hasta Cúcuta.

## Concesiones
El mejoramiento y mantenimiento de esta troncal está a cargo de tres concesiones divididos en 3 sectores:
- Ruta del Sol - Sector 1: Concesión Helios.[8] Liderado por Grupo Solarte (Colombia) y ConConcreto de Colombia S.A. Ieacsa S.A. (Argentina) e inició operaciones el 9 de junio de 2010.
- Ruta del Sol - Sector 2: Concesionaria Ruta del Sol S.A.S.[9] Comprende el tramo de Puerto Salgar (Cundinamarca) y San Roque (César), con una longitud aproximada de 528 km. La construcción se inició el 16 de mayo de 2011. Financiación realizada por Corficolombiana. La inversión de este corredor asciende a $3.6 billones de pesos del año 2011 (aproximadamente $1,980 millones de dólares). La concesionaria está compuesta por Constructora Norberto Odebrecht S.A. (Brasil), Odebrecht Participações e Investimentos S.A., Estudios y proyectos del Sol S.A.S. (Colombia) y CSS Constructores S.A. (Colombia). El consorcio suscribió el Contrato de Concesión 001 de 2010 con el INCO el 14 de enero de 2010. El Acta de Inicio de la Concesión se firmó el 31 de marzo de 2010.
- Ruta del Sol - Sector 3: Concesionaria Yuma S.A. PSF,[10] compuesta por el líder Impregilo (Italia), el fondo de pensiones Protección y Bancolombia, por medio del contrato de Concesión 007 de 2010 firmado con el INCO. Comprende el tramo Valledupar - El Carmen de Bolívar.

Algunas de estas son Asociaciones Público Privadas (APP).